# ديزناب (مهر أنرود)
دیزناب (بالفارسية: دیزناب) هي قرية تقع في إيران في قسم مهرانرود الجنوبي الريفي. يقدر عدد سكانها بـ 163 نسمة بحسب إحصاء 2016.